# Benmont Tench

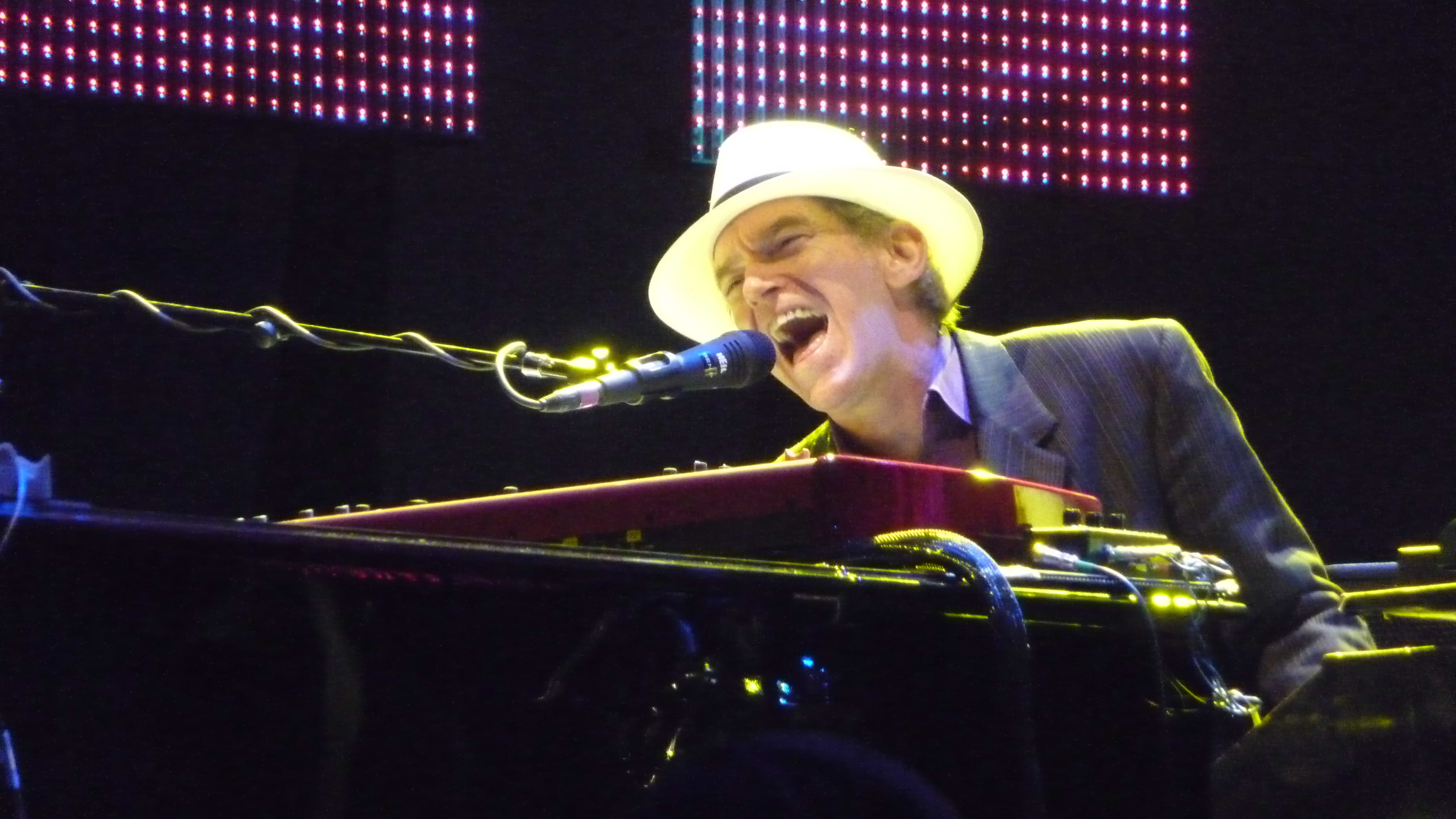
Benmont Tench, Hollywood Bowl, 1. Oktober, 2010

Benjamin Montmorency „Benmont“ Tench III (* 7. September 1953 in Gainesville, Florida) ist ein US-amerikanischer Keyboarder und Songschreiber.

## Karriere
Er ist neben Tom Petty und Mike Campbell Gründungsmitglied der Band Tom Petty & the Heartbreakers und ist dort seit 1975 aktiv. Zuvor spielten Petty, Campbell und Tench schon in der Band Mudcrutch zusammen. Neben der Bandtätigkeit arbeitet Tench als Studiomusiker an Piano und Hammondorgel, unter anderem für Johnny Cash, Bob Dylan, The Rolling Stones, John Fogerty und Alanis Morissette.
Tench schrieb Stücke für Tom Petty & the Heartbreakers, aber auch für andere Künstler. 1985 erreichte die von Tench verfasste Single You Little Thief von Feargal Sharkey die Top 5 in Großbritannien und Australien. Im selben Jahr erreichte Rosanne Cashs Single Never Be You (Tench/Petty) Position 1 der US-amerikanischen Country Charts.
1982 gehörte er zusammen mit Maria McKee zu den Gründungsmitgliedern der Country-Rock-Band Lone Justice.
Im Februar 2014 erschien sein erstes Soloalbum, welches den Titel "You Should Be So Lucky" trägt.

## Auszeichnungen
- 1995 – ASCAP songwriting award für Stay Forever (Interpret Hal Ketchum)
- 2001 – ASCAP songwriting award für Unbreakable Heart (Interpret Jessica Andrews).

| Personendaten    | Personendaten                                        |
| ---------------- | ---------------------------------------------------- |
| NAME             | Tench, Benmont                                       |
| ALTERNATIVNAMEN  | Tench, Benjamin Montmorency III (vollständiger Name) |
| KURZBESCHREIBUNG | US-amerikanischer Keyboarder und Songschreiber       |
| GEBURTSDATUM     | 7. September 1953                                    |
| GEBURTSORT       | Gainesville (Florida), USA                           |